# Be aware and share
Be aware and share ist ein Schweizer Dokumentarfilm aus dem Jahr 2016 über das gleichnamige Basler Hilfswerk, das 2015 im Kontext der Flüchtlingskrise gegründet wurde.

## Der Film
Der schweizerisch-iranische Filmemacher Omid Taslimi drehte zusammen mit Lasse Linder einen Dokumentarfilm über eine Reise, die Be aware and share im Oktober 2015 an die kroatisch-ungarische Grenze führte. Der Film zeigt, wie das Projekt zustande kam: die Kleidersammlungen zu Beginn, die Überraschung über das grosse Interesse in der Basler Bevölkerung, die Vereinsgründung, ein Benefizkonzert mit Collie Herb, La Nefera, Neverage und anderen regionalen Musikern. Es wird über die logistischen Probleme berichtet und wie das Team mit Lieferwagen nach Kroatien reist; es wird gezeigt, wie die Schweizer Helfer schliesslich kroatische Verbündete finden und mit ihnen zusammen am Grenzbahnhof von Botovo Flüchtlingen, die aus dem Zug steigen und die Grenze nach Ungarn zu Fuss überqueren, Lebensmittel und Kleider geben.
Abgesehen von Situationsaufnahmen beinhaltet der Film verschiedene Kurzinterviews mit Teammitgliedern, anderen Beteiligten (zum Beispiel Mitgliedern des Berner Hilfswerks Cibera) und ORF-Korrespondent Christian Wehrschütz. Allgemein fokussierte Taslimi den Film stark auf die Motivation der Aktivisten. Der Film wurde in Programmkinos in Basel, Bern, Olten und Luzern gezeigt.

## Das Hilfswerk
Als sich die Flüchtlingskrise im Sommer 2015 verschärfte, bildete sich um den Sozialarbeiter Bastian Seelhofer ein Team, das beschloss, Hilfsgüter an die ungarisch-kroatische Grenze zu transportieren. Hinzu kamen Einsätze für gestrandete Flüchtlinge auf der griechischen Insel Chios, wenige Kilometer von der türkischen Küste entfernt. Dort liess sich das Team von Be aware and share nieder, Seelhofer kündigte seine Stelle als Jugendarbeiter in der Schweiz und widmete sich fortan ganz den Hilfsprojekten.
Im Mai 2016 gründete Be aware and share auf Chios eine Schule. Durch in der Schweiz gesammelte Spenden und durch Freiwilligenarbeit bietet sie dort mehreren Dutzend Flüchtlingskindern und -jugendlichen einen strukturierten Schulalltag mit mindestens zwei Lektionen pro Tag. Die Lehrer sind oft selbst erwachsene Flüchtlinge; unterrichtet wird unter anderem Haushalt, Sprachen (hauptsächlich Englisch und Muttersprachen der Flüchtlinge, zum Beispiel Arabisch) und Rechnen. Das Hilfswerk arbeitet mit anderen Organisationen zusammen und wird von grösseren Hilfswerken wie dem Norwegian Refugee Council finanziell unterstützt. Es ist derzeit weiterhin in der Schweiz und in Griechenland tätig.